# 天主教聖托里尼教區
天主教聖托里尼教區（拉丁語：Dioecesis Sanctoriensis）是羅馬天主教在希臘的一個教區，為納克索斯、安德羅斯、蒂諾斯暨米科諾斯總教區的附屬教區。
教區成立於1204年，1947年起本教區的主教與錫羅斯暨米洛斯教區由同一位主教兼任，但兩教區保留各自的架構。
教區範圍包括聖托里尼、伊奧斯島、阿納菲島、斯基諾斯島和富萊安茲羅斯島。2010年有教友495人，佔轄區總人口百分之四。教區下轄一個堂區，有一名司鐸。現任教區主教為佩特羅·史帝芬努 （Petros Stefanou）。